# Scurtești (okręg Buzău)
Scurtești – wieś w Rumunii, w okręgu Buzău, w gminie Vadu Pașii. W 2011 roku liczyła 2624 mieszkańców.